# اينديبيندينتسي
اينديبيندينتسي هي قرية تقع في إقليم كونستانتا في رومانيا.

## السكان
حسب إحصائيات 2002 بلغ عدد سكان القرية 1,291 نسمة.